# Sweet Valerian
Sweet Valerian (яп. スウィート・ヴァレリアン суи:то варэриан, «Сладкая валериана») — аниме-сериал в жанре «махо-сёдзё», снятый на студии Madhouse и транслировавшийся по TBS в 2004 году (за исключением некоторых серий, размещенных только на DVD). Sweet Valerian известен благодаря дизайну персонажей, выполненному известной командой CLAMP и Ямакавой Ёсики. Аниме посвящено тематике кароси — смерть от стресса на рабочем месте. Каждая серия длилась около 4 минут.

## Сюжет
Каноко (яп. カノコ) (роль озвучивает Ами Косимидзу), Поп (яп. ポップ поппу) (озвучивает Ю Асакава) и Кейт (яп. ケイト кэйто) (озвучивает Каори Надзука) способны превращаться в антропоморфных зайчиков с именами Серотонин, Дофамин и Валериана. Их «Группа „Стресс“» (яп. ストレス団 суторэсу дан) защищает город Азяран от монстров, в которых превращаются измученные стрессом люди.